# Dilluns Net
Dilluns Net (grec: Καθαρά Δευτέρα, 'Katharà Devtera') és el dia que marca l'inici de la gran quaresma en el calendari litúrgic ortodox. Es diu així perquè els ortodoxos es purifiquen mentalment i físicament. És un dia de vacances i de dejuni, que dura 40 dies, com els dies de dejuni de Jesús al desert. És precedit per la tirofàgia.
El Dilluns Net se sol menjar lagana (pa sense llevat fet només aquest dia) i altres plats permesos en la quaresma, com ara verdures o fassolada sense oli. També s'envolen estels.